# Lev Berinski
 (février 2025).
Lev Berinski (yiddish:  לעװ בערינסקי, cyrillique: Лев Беринский ; Căușeni, Union Soviétique aujourd'hui Moldavie, 6 avril 1939) est un traducteur et poète israélien.

## Biographie
Il nait dans une famille juive de Bessarabie; son père, Shmuel, est tailleur. 
Pendant la Seconde Guerre mondiale, il est évacué au Tadjikistan et à Zlatoust, dans l'Oural. À son retour en Moldavie, il rencontre des intellectuels tels que Valeriu Gagiu, Alexander Gelman ou Alexander Brodsky. 
À partir de 1954, il vécut à Stalino et, après une formation (1957-1959) à l'école technique Staline en tant qu'employé culturel, il travailla comme accordéoniste et professeur de musique. 
Il rejoignit un groupe de poètes locaux, fut un ami proche du poète ukrainien Vasyl Stus et publia dans le journal « Komsolez Donbassa ». 
Berinsky vécut et travailla en Moldavie entre 1960 et 1961. Il est ensuite retourné à Donetsk. De 1963 à 1968, il a étudié à l'Institut pédagogique de Smolensk et la traduction à l'Institut de littérature Maxime-Gorki. De 1970 à 1974, il enseigna l'allemand à l'Institut technique syndicale de Moscou. 
Il vit en Israël depuis 1991.